# Bier in Tschechien

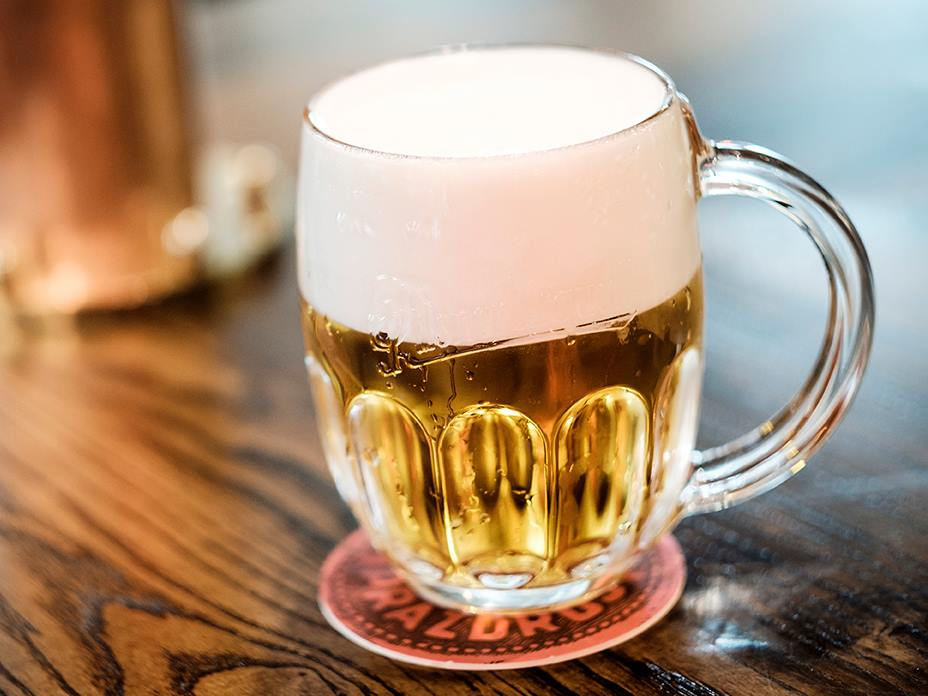
Klassisches Pilsner Bier

Bier hat in Tschechien eine lange Brautradition und gilt als Nationalgetränk. Die landestypische Pilsner Brauart hat sich global verbreitet. Zu den bekannten tschechischen Biermarken zählen Pilsner Urquell, Budweiser, Kozel, Staropramen, Krušovice, Březňák oder Starobrno. Unter den 614 Brauereien Tschechiens sind zahlreiche Mikrobrauereien (minipivovary oder mikropivovary), die seit den 2010er-Jahren einen Boom erleben. Jährlich werden in Tschechien 21 Millionen Hektoliter Bier gebraut. Der Bierkonsum pro Kopf ist vergleichsweise hoch mit 126 Litern jährlich (2024).

## Geschichte
Die älteste schriftlich belegte Brauerei Böhmens ist die Klosterbrauerei des 993 gegründeten Stift Břevnov in Prag. Eine Urkunde von Papst Innozenz IV. aus dem 13. Jahrhundert belegt eine Brauerei, von deren Existenz seit Gründung des Klosters ausgegangen werden kann. Bereits im 10. Jahrhundert wurde Hopfen aus Böhmen nach Bayern und über die Elbe in die Hansestädte transportiert. Der erste direkte Beleg für die Bierherstellung ist die Gründungsurkunde des Kollegiatkapitels auf dem Prager Vyšehrad aus dem Jahr 1088, in welchem der böhmische König Vratislav II. den Kanonikern den Zehnten vom Hopfen fürs Bierbrauen sicherte.

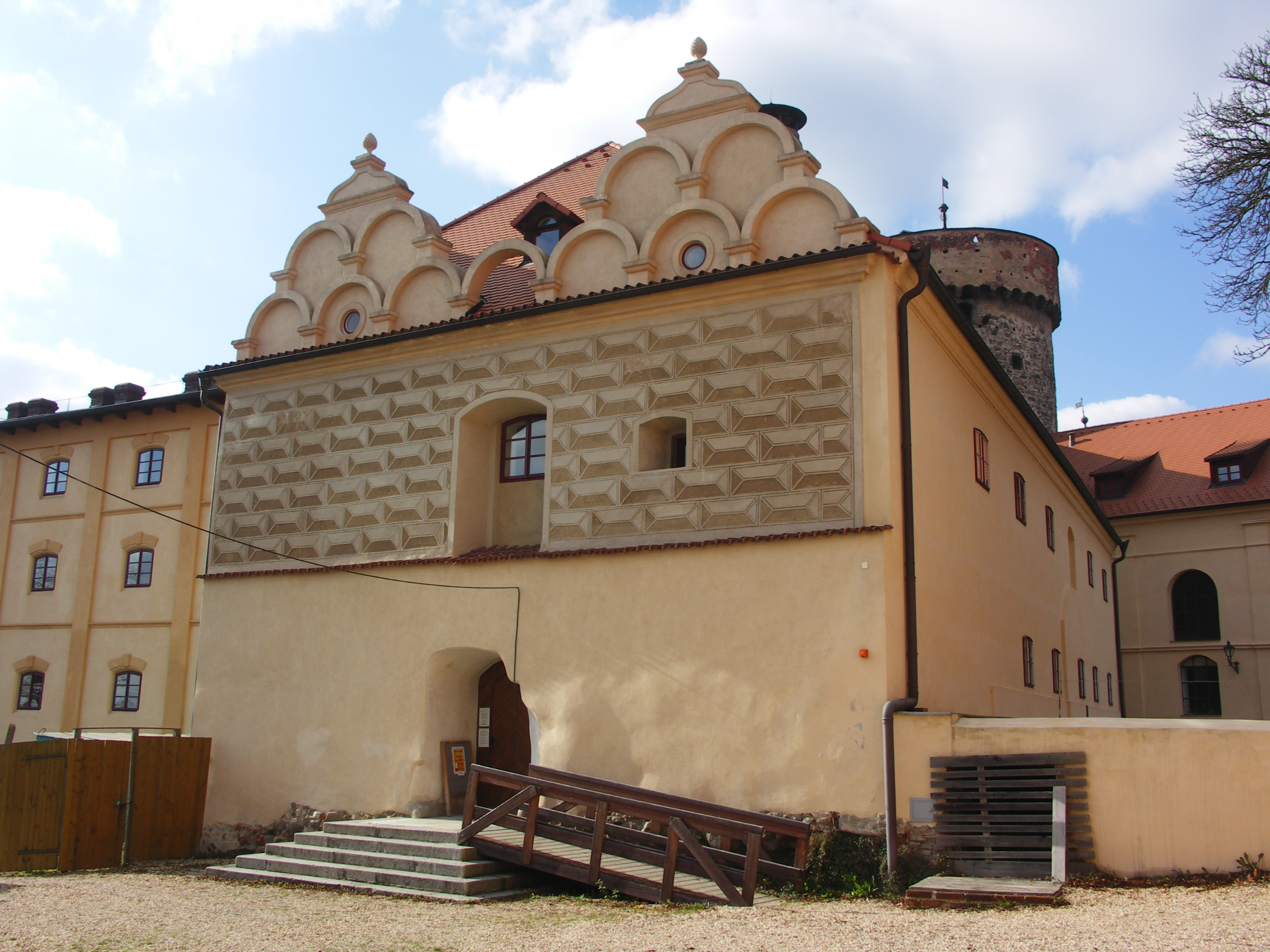
Mälzereigebäude aus der Renaissancezeit in der südböhmischen Stadt Tábor

Im 13. und 14. Jahrhundert erhielten zahlreiche königliche Städte das Meilenrecht, Opava im Jahr 1224, Hodonín 1228, Olmütz 1230. König Wenzel II. beschränkte das Braurecht auf Bürgerhäuser innerhalb der Stadtmauern und Klöster. Nachdem es im Böhmischen Landtag zu Konflikten zwischen Adel und Städten um das Braurecht gekommen war, wurde im St.-Wenzels-Vertrag von 1517 auch dem Herrenstand und dem Ritterstand das Recht gewährt, Bier zu brauen und auszuschenken.
1585 verfasste der am Kaiserhof Rudolfs II. in Prag wirkende Renaissance-Humanist Tadeáš Hájek (Hagecius) die Schrift De cerevisia eiusque conficiendi ratione, natura, viribus, & facultatibus, opusculum („Vom Bier, seiner Herstellung, Beschaffenheit, seinen Kräften und Fähigkeiten“), eine der ältesten Abhandlungen über die Bierherstellung. Hagecius eignete sich die Sachkenntnis von einfachen Bierbrauern an und sammelte das verfügbare Wissen über dieses wichtige zeitgenössische Handwerk. Das Brauen war damals neben der Schäferei und der Karpfenzucht eine herrschaftliche Haupteinnahmequelle aus der böhmischen Landwirtschaft.

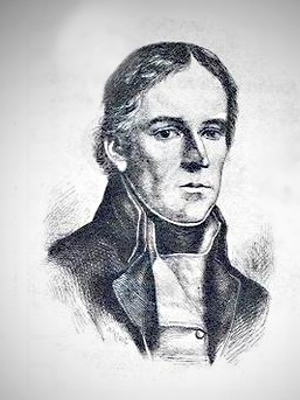
František Ondřej Poupě

Ende des 18. Jahrhunderts reformierte der Brauer František Ondřej Poupě die damals noch mit primitiven Methoden arbeitende Bierproduktion in den böhmischen Ländern grundlegend. 1794 veröffentlichte er das Werk Die Kunst des Bierbrauens physisch – chemisch – oekonomisch beschrieben, in welchem er mit wissenschaftlicher Herangehensweise die Produktion qualitativ hochwertigen Bieres beschrieb. Er verbesserte unter anderem die Lagerung und Verarbeitung der Rohstoffe und verwendete beim Brauvorgang ein Thermometer sowie eine eigens entwickelte „Bierwaage“ zur Messung der Beschaffenheit des Suds. Bei seinen Berufskollegen rief das zunächst Widerstand hervor. Sie warfen Poupě die Veröffentlichung ihrer Berufsgeheimnisse vor und lehnten seine Neuerungen ab. Der ausgezeichnete Ruf seines Bieres, das er ab 1798 als Braumeister der städtischen Brauerei in Brünn herstellte, gab Poupě Recht. Bierbrauer aus dem ganzen Land ließen sich von ihm in den neuen Methoden unterrichten. Ab 1818 wurde Bierbrauen als Fach am Prager Polytechnikum unterrichtet. An Poupěs Forschungen knüpfte der Prager Chemieprofessor Karl Balling an, der 1843 den Saccharometer erfand, mit dem sich der Stammwürzegehalt des Suds exakt feststellen lässt.

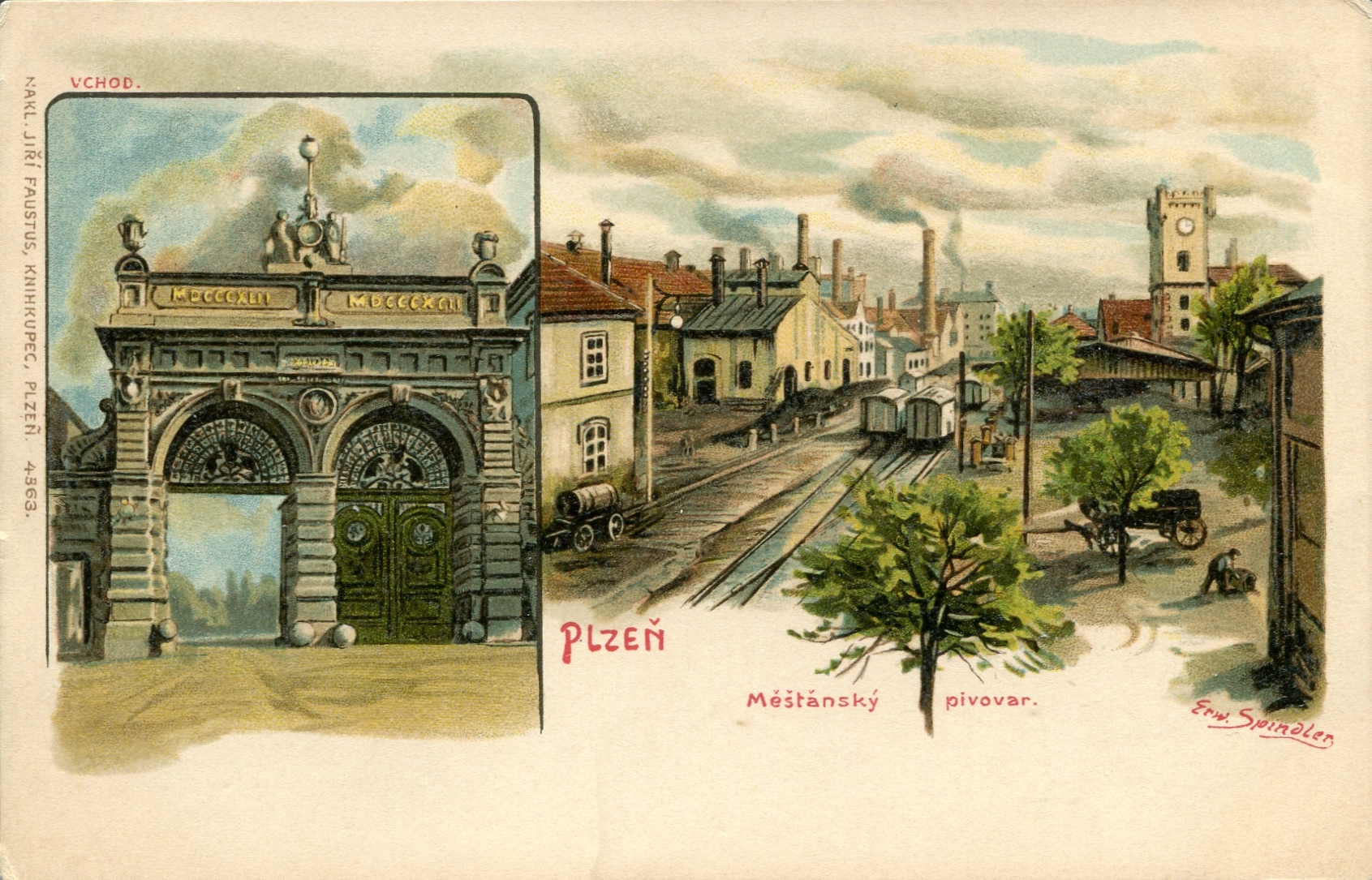
Bürgerliches Brauhaus in Pilsen

1842 beriefen die Bürger Pilsens den bayerischen Braumeister Josef Groll zum Braumeister des Bürgerlichen Brauhauses. Er sollte ein modernes untergäriges Bier brauen, da das bisher in Pilsen gebraute Bier von geringer Qualität war. Groll entwickelte daraufhin das klare, goldgelbe Pilsner Bier mit starker Hopfennote, das bald europaweit zu einem Exportschlager wurde. Das Pilsner oder Pils wurde weltweit nachgeahmt und in verschiedenen Varianten weiterentwickelt.
Die wissenschaftlichen Erkenntnisse im Brauwesen und der technische Fortschritt führten in der zweiten Hälfte des 19. Jahrhunderts zu einer Industrialisierung der Produktion, zu einem wirtschaftlichen Aufschwung der böhmischen und mährischen Brauereien und zur Gründung von Aktienbrauereien. Wesentlichen Anteil daran hatte auch der Siegeszug des untergärigen Bieres. Große Betriebe entstanden, Dampfmaschinen, Kühlsysteme und Abfüllanlagen kamen zum Einsatz und auch Transport und Vermarktung wurden überregional ausgebaut.

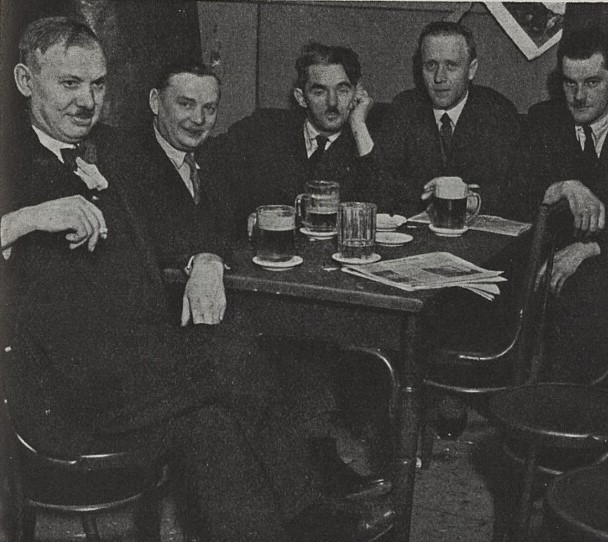
Klassische Bieruntersetzer aus Keramik (Prag, 1936)

Am Höhepunkt in den Jahren vor dem Ersten Weltkrieg produzierten die insgesamt 650 Brauereien in den böhmischen Ländern (davon 535 in Böhmen) knapp 11 Millionen Hektoliter. Nach der Konsolidierung der neugegründeten Tschechoslowakei belief sich die Produktion auf 10 Millionen Hektoliter, wovon 231.000 in den Export gingen. Die folgenden schweren historischen Krisen, die Weltwirtschaftskrise, die deutsche Besatzungszeit ab 1939, der Zweite Weltkrieg und die Vertreibung der Deutschen trafen auch das tschechische Brauereiwesen. Die einschneidendste Zäsur brachte jedoch die Verstaatlichung im Zuge der kommunistischen Machtübernahme nach Kriegsende. Die Brauereien wurden zu planwirtschaftlich organisierten Staatsbetrieben zusammengefasst. Ausschließlich Pilsner Urquell und Budweiser konnten in den Westen exportieren, in die DDR und die Sowjetunion außerdem noch Staropramen bzw. Samson. Lediglich diesen Exportbrauereien war es unter starken Einschränkungen möglich, nach eigenen Vorstellungen zu produzieren und Gerätschaften anzukaufen. Dennoch konnte auch in den kleineren, technisch veralteten und in der Kapazität überlasteten Brauereien die hohe Qualität des Bieres aufrechterhalten werden.

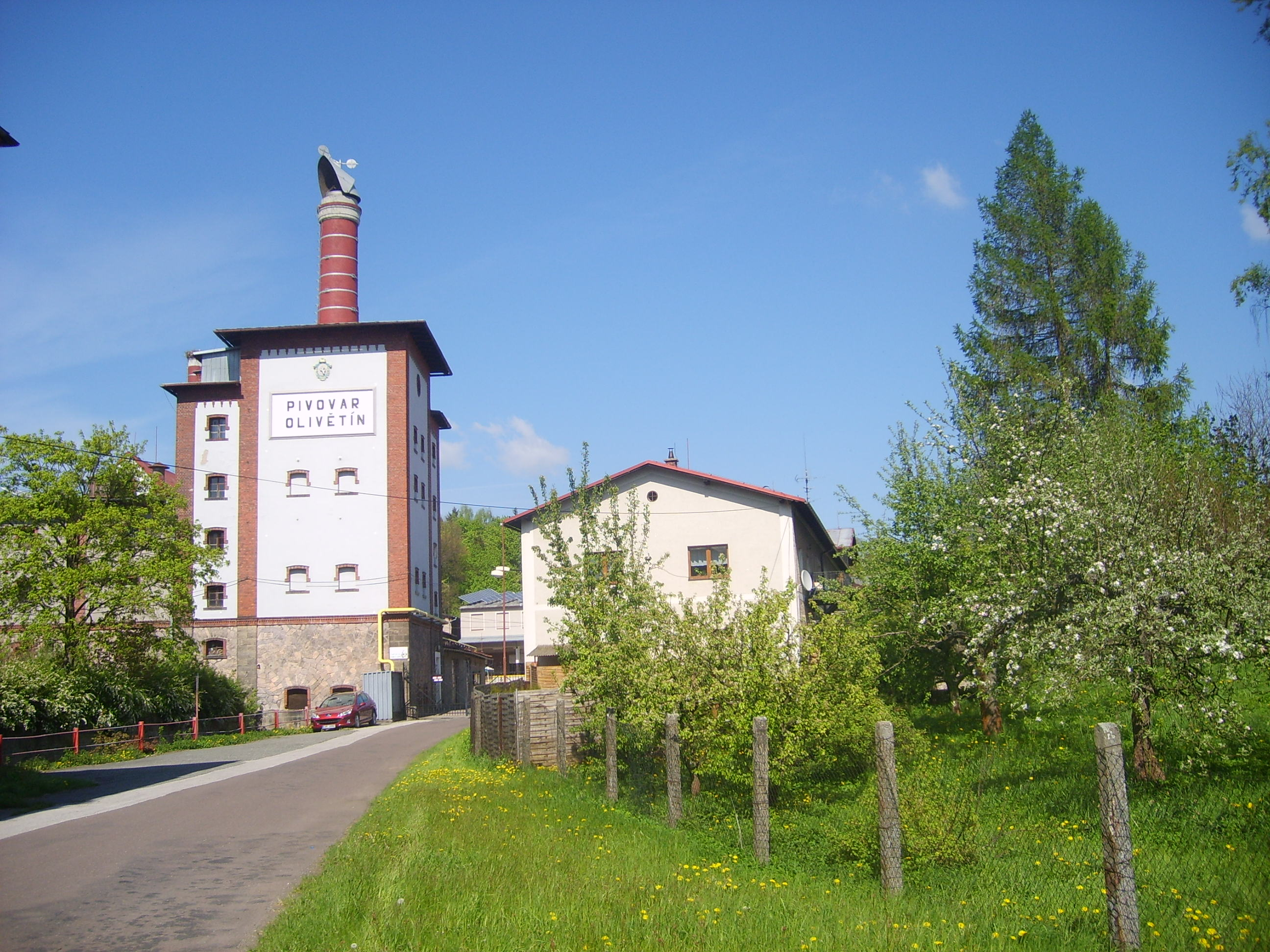
Kleinbrauerei in Broumov

Nach der Samtenen Revolution wurden die Brauereien wieder privatisiert bzw. restituiert. Globale Braukonzerne kauften und investierten in die prestigeträchtigen Großbrauereien. Der seit über hundert Jahren zwischen Budweiser Budvar und der US-amerikanischen Anheuser-Busch-Gruppe ausgetragene Budweiser-Streit wurde dadurch wieder aktuell. Bis auf die USA und Kanada erstritt die tschechische Brauerei die Rechte am Namen Budweiser.
Manche kleinere Betriebe schafften die Transformation nicht, doch der jahrzehntelange Abwärtstrend bei der Anzahl der Brauereien hat sich mittlerweile umgekehrt. In den letzten Jahren wurden zahlreiche Klein- und Mikrobrauereien gegründet. Im Jahr 2019 gab es in Tschechien 617 Brauereien, davon 519 Kleinbetriebe. Die Bierproduktion betrug insgesamt 21,5 Millionen Hektoliter, wovon 5,9 Millionen exportiert wurden. Nach dem russischen Überfall auf die Ukraine 2022 kündigten die großen tschechischen Brauereien an, den Export nach Russland einzustellen. Dennoch wurde von Anfang 2024 bis Oktober des Jahres Bier im Wert von etwa 820 Millionen Kronen (ca. 32 Millionen Euro) nach Russland exportiert.

## Hopfenanbau(Saazer Hopfen)

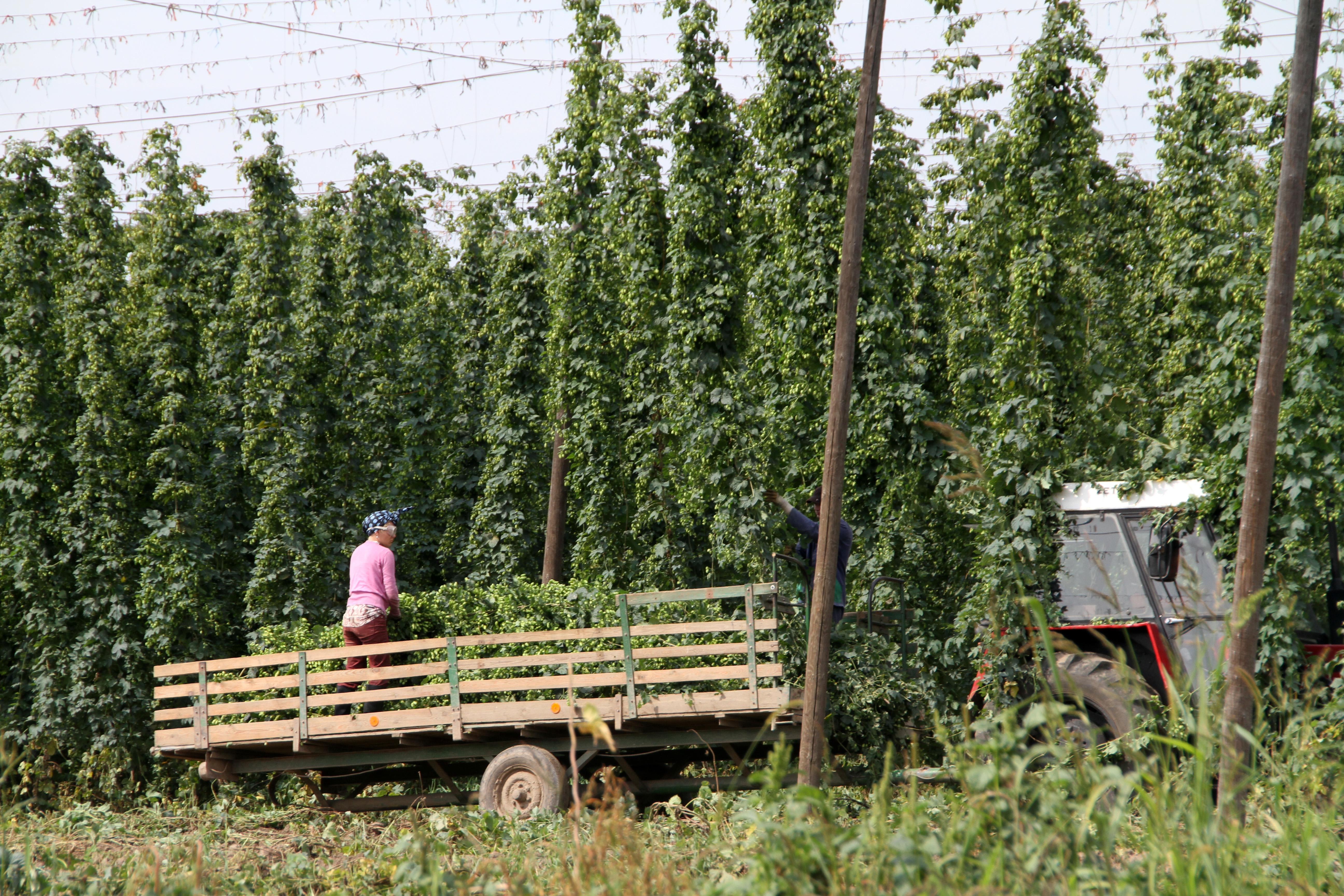
Hopfenernte

Das wichtigste und älteste Anbaugebiet für Hopfen in Tschechien ist die Saazer Region (Žatecko) um die Stadt Saaz/Žatec mit 355 Hopfenanbaugemeinden in den Bezirken Louny, Chomutov, Kladno, Rakovník, Rokycany und Pilsen-Nord. Der Saazer Hopfen ist seit Jahrhunderten ein Begriff. Der lehmhaltige Boden im Regenschatten von Erzgebirge und Böhmerwald gilt als optimal für den Hopfen, der Rothopfen (červeňák) genannt wird. In der Hopfenstadt Žatec vermitteln ein Hopfenmuseum und der Hopfen- und Biertempel die Tradition des Saazer Hopfens.
In der nordböhmischen Region um die Kleinstadt Úštěk mit 220 Gemeinden in den Bezirken Litoměřice, Česká Lípa und Mělník sowie in der mährischen Region um Tršice mit 65 Gemeinden in den Bezirken Olmütz, Přerov und Prostějov wird ebenfalls Hopfenanbau betrieben.

## Biersorten
Je nach Stammwürzegehalt werden folgende Biere unterschieden:
- výčepní pivo (Schankbier): 7–10 %
- ležák (Lager): 11–12 % (untergärig)
- plné pivo (Vollbier): 11–12 % (obergärig)
- silné pivo (Starkbier): 13 % +

In Lokalen ist die Bestellung nach dem Stammwürzegehalt (10 – desítka, 11 – jedenáctka, 12 – dvanáctka) gebräuchlich. Je nach Farbe wird Bier als hell (světlé), halbdunkel (polotmavé) oder dunkel (tmavé) bezeichnet. Helles und Dunkles gemischt ergeben einen Schnitt (řezané). Biere werden außerdem nach dem Kohlenstoffdioxidgehalt unterschieden, wofür es im Tschechischen die Bezeichnung říz (von řezat, ‚schneiden‘, etwa ‚Biss‘) gibt.
„Tschechisches Bier“ (České pivo) ist seit 2008 eine von der EU geschützte geografische Angabe (g.g.A.). Charakteristisch für die tschechische (Pilsner) Brautradition sind die bittere Hopfennote, die Verwendung von hellem, Pilsner Malz und ein hoher Gehalt an unvergärbaren Restextrakten.

## Zapfvarianten
Ein mit klassischer Schaumkrone gezapftes Fassbier wird als hladinka (Pegel) bezeichnet. Ein Schnitt wird als šnyt (halb Bier, halb Schaum) bezeichnet. Ein Bier mit fast nur Schaum wird mlíko (Milch) genannt. Außerdem gibt es die seltene Variante čochtan (ganz ohne Schaum).

## Größte Brauereien

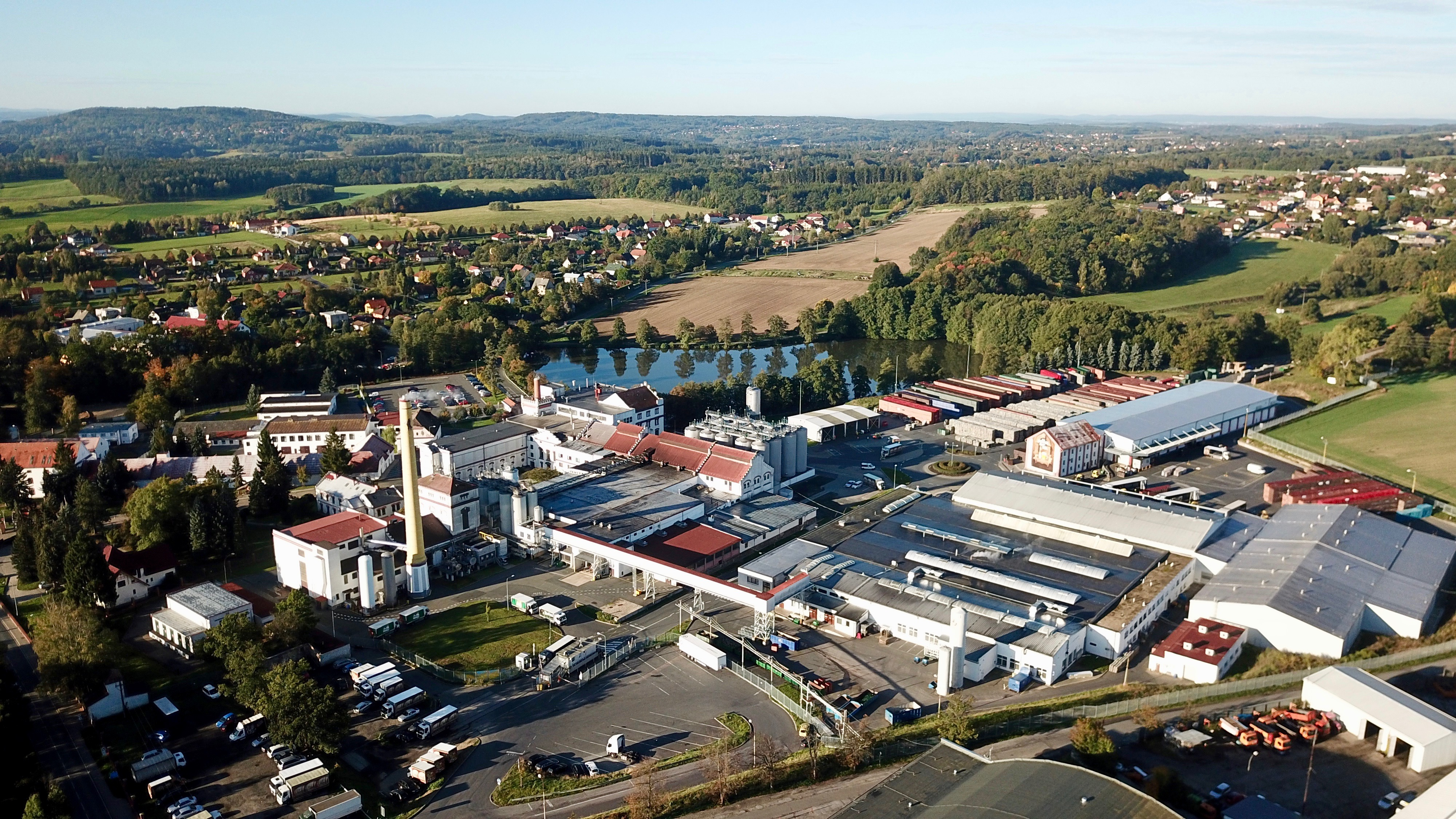
Brauerei Velké Popovice

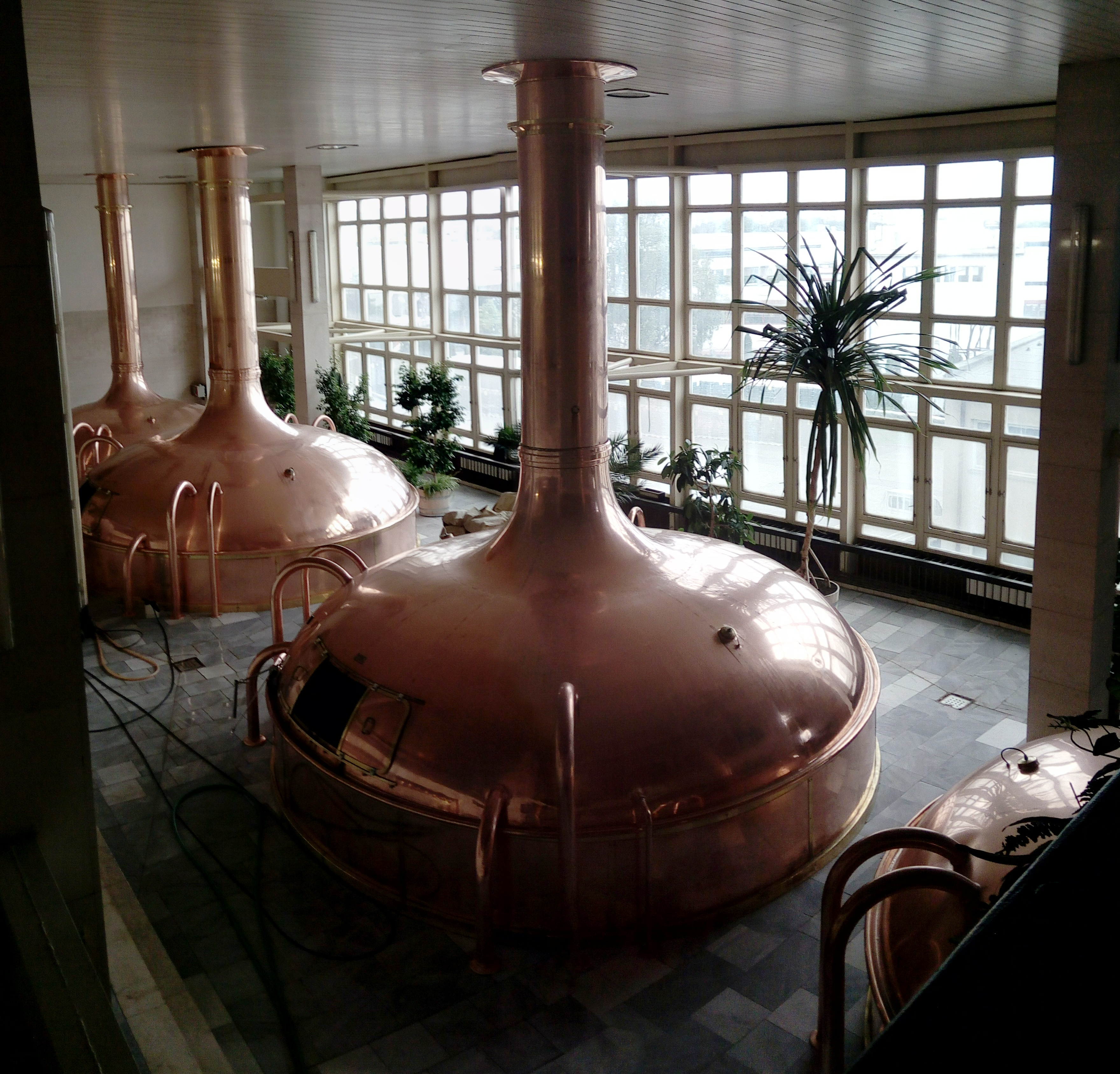
Sudhaus der Budweiser Brauerei

| Brauunternehmen          | Biermarken                                                                   | Produktion 2018 |
| ------------------------ | ---------------------------------------------------------------------------- | --------------- |
| Plzeňský Prazdroj        | Pilsner Urquell, Gambrinus, Radegast, Velkopopovický Kozel                   | 11.500.000 hl   |
| Pivovary Staropramen     | Staropramen, Ostravar, Bráník, Pernštejn                                     | 5.400.000 hl    |
| Heineken ČR              | Zlatopramen, Krušovice, Starobrno, Březňák, Dačický, Hostan, Louny           | 2.400.000 hl    |
| Budějovický Budvar       | Budweiser Budvar, Pardál                                                     | 1.679.000 hl*   |
| Pivovary Lobkowicz Group | Lobkowicz, Platan, Uherský Brod, Merlin, Klášter, Rychtář, Černá Hora, Ježek | 894.000 hl      |
| LIF Group                | Svijany, Rohozec, Primátor                                                   | 802.000 hl      |
| PMS Přerov               | Holba, Litovel, Zubr                                                         | 755.000 hl      |
| Pivovar Bernard          | Bernard                                                                      | 400.600 hl*     |
| Pivovar Nymburk          | Postřižinské pivo                                                            | 163.500 hl      |
| Pivovar Samson           | Samson                                                                       | 88.300 hl       |

* 2019